# Линёвка (Пензенская область)
Линёвка — село в Белинском районе Пензенской области России. Входит в состав Козловского сельсовета.

## География
Расположено в 3 км к юго-востоку от села Козловка, на левом берегу реки Чембар.

## Население
| 1744 | 1864 | 1877 | 1897 | 1911 | 1926  | 1930  |
| ---- | ---- | ---- | ---- | ---- | ----- | ----- |
| 200  | ↗556 | ↗655 | ↗865 | ↘781 | ↗1254 | ↗1417 |
| 1939 | 1959 | 1979 | 1989 | 1996 | 2002  | 2010  |
| ↘408 | ↗492 | ↘277 | ↘161 | ↘121 | ↘92   | ↘61   |

Село является местом компактного расселения мордвы, которая составляет 80 % населения села.

## История
Основано в начале 18 в. ясачной мордвой Инсарского уезда. В 1875 г. построена церковь во имя Николая Чудотворца. Входила в состав Мачинской волости Чембарского уезда. После революции центр Линёвского сельсовета Поимского района, после 1950-х в составе Пичевского сельсовета. Колхоз «Гигант».